# Основний договір 1972
Основний договір (нім. Grundlagenvertrag) — скорочена назва Договору про основу відносин між Федеративною Республікою Німеччина та Німецькою Демократичною Республікою (нім. Vertrag über die Grundlagen der Beziehungen zwischen der Bundesrepublik Deutschland und der Deutschen Demokratischen Republik). Федеративна Республіка Німеччина та Німецька Демократична Республіка (НДР) вперше визнали одна одну як суверенні держави, відмовившись від доктрини Гальштейна Західної Німеччини на користь Ostpolitik (нім. «нова східна політика»).
Після набуття чинності Чотирьохсторонньої угоди щодо Берліну від 1971 року, дві німецькі держави почали переговори щодо Основного договору. Обговорення стосовно Угоди про транзит 1971 року вели заступники держсекретаря Егон Бар (від Федеративної Республіки Німеччина) і Міхаель Коль (від Німецької Демократичної Республіки). У рамках Ostpolitik канцлера Віллі Брандта, договір було підписано 21 грудня 1972 року у Східному Берліні. Договір був ратифікований наступного року Західною Німеччиною та набув чинності в червні 1973 року.
Підписання договору в грудні 1972 року відкрило шлях до визнання міжнародним співтовариством обох німецьких держав. Дипломатичні відносини були встановлені між Німецькою Демократичною Республікою та:
- Австралія (грудень 1972);
- Великобританія, Франція та Нідерланди (лютий 1973);
- Сполучені Штати Америки (грудень 1974).

18 вересня 1973 року обидві німецькі держави були прийняті до Організації Об'єднаних Націй.
Згідно з умовами цього договору, дві держави створили фактично посольства, так звані «постійні представництва», на чолі з «постійними представниками», які фактично виконували функції послів. Західна Німеччина направила свого першого постійного представника в лютому 1974 року, але офіційні дипломатичні відносини не були встановлені до возз'єднання Німеччини (у жовтні 1990 року).

## Дивіться також
- Московський договір (1970)
- Угода про транзит (1972)
- Чотирьохстороння угода щодо Берліну

## Зовнішні посилання
- Повний текст